# Torsten Sohns
Torsten Sohns (* 1952) ist ein deutscher Arzt und Sanitätsoffizier der Bundeswehr außer Dienst. Er war in letzter Verwendung von 29. November 2010 bis 1. Mai 2012 Chefarzt des Bundeswehrzentralkrankenhauses Koblenz. Er veröffentlichte als Experte für medizinischen ABC-Schutz mehrere Fachartikel.

## Biografie
Sohns trat im Jahr 1971 als Pionier in die Bundeswehr ein und wechselte ein Jahr darauf in die Laufbahn der Sanitätsoffizieranwärter. Als solcher studierte er ab 1972 Humanmedizin an der Westfälischen Wilhelms-Universität in Münster und promovierte 1978. Nach einer Verwendung in der Inspektion des Sanitäts- und Gesundheitswesens des Bundesministeriums der Verteidigung (BMVg) und beim Supreme Headquarters Allied Powers Europe (SHAPE), leitete er von 1998 bis 2002 an der Sanitätsakademie der Bundeswehr bereits den Bereich Studien und Wissenschaften mit den damals zugehörigen Instituten für Radiobiologie, Mikrobiologie und Pharmakologie und Toxikologie. Danach war er bis Anfang 2008 Referatsleiter im Führungsstab des Sanitätsdienstes im Verteidigungsministerium. Er übernahm am 29. Januar 2008 offiziell das Kommando über die Sanitätsakademie der Bundeswehr in München. Die Beförderung zum Generalarzt erfolgte zum 1. August 2008. Am 29. November 2010 wechselte er als Chefarzt an das Bundeswehrzentralkrankenhaus in Koblenz und leitete dieses bis zu seiner Pensionierung. Er führt die Zusatzbezeichnungen  Betriebsmedizin und Sportmedizin und ist anerkannter Fliegerarzt.

## Auszeichnungen
- Ehrenkreuz der Bundeswehr in Gold (1986)